# تشارلز دبليو. ويكس
تشارلز دبليو. ويكس (بالإنجليزية: Charles W. Wicks)‏ هو سياسي أمريكي، ولد في 16 ديسمبر 1862. حزبياً، نشط في الحزب الجمهوري. وقد انتخب عضو مجلس ولاية نيويورك.